# Kris Commons
Kris Commons, właśc. Kristian Arran Commons (ur. 30 sierpnia 1983 w Mansfield) – piłkarz pochodzący z Anglii, były gracz reprezentacji Szkocji.
Piłkarz gra w Celtic Glasgow w lidze szkockiej, do którego trafił z Derby County. Zadebiutował w Celtiku w Pucharze Ligi Szkockiej strzelając piękną bramkę na 1:0, w wygranym przez Celtic F.C. meczu z Aberdeen 4:1. Najczęściej gra jako lewoskrzydłowy lub ofensywny pomocnik choć czasami też jako napastnik.
W 2017 roku zakończył karierę.

## Statystyki
| Sezon        | Klub              | Liga         | Mecze | Bramki | Mecze          | Bramki         | Mecze                   | Bramki                  | Mecze     | Bramki    | Mecze  | Bramki | Mecze    | Bramki   | A yellow card | A red card |
| Anglia       | Anglia            | Anglia       | Liga  | Liga   | Puchar Anglii  | Puchar Anglii  | Puchar Ligi Angielskiej | Puchar Ligi Angielskiej | FL Trophy | FL Trophy | Baraże | Baraże | Wszystko | Wszystko | Kartki        | Kartki     |
| ------------ | ----------------- | ------------ | ----- | ------ | -------------- | -------------- | ----------------------- | ----------------------- | --------- | --------- | ------ | ------ | -------- | -------- | ------------- | ---------- |
| 2001/02      | Stoke City        | Division Two | 0     | 0      | 0              | 0              | 0                       | 0                       | 1         | 0         | 0      | 0      | 1        | 0        | 0             | 0          |
| 2002/03      | Stoke City        | Division One | 8     | 1      | 0              | 0              | 1                       | 0                       | –         | –         | –      | –      | 9        | 1        | 0             | 0          |
| 2003/04      | Stoke City        | Division One | 33    | 4      | 1              | 0              | 2                       | 0                       | –         | –         | –      | –      | 36       | 4        | 11            | 0          |
| Wszystko     | Wszystko          | Wszystko     | 41    | 5      | 1              | 0              | 3                       | 0                       | 1         | 0         | 0      | 0      | 46       | 5        | 11            | 0          |
| 2004/05      | Nottingham Forest | Championship | 30    | 6      | 3              | 1              | 3                       | 0                       | –         | –         | –      | –      | 36       | 7        | 5             | 0          |
| 2005/06      | Nottingham Forest | League One   | 37    | 8      | 0              | 0              | 1                       | 0                       | 0         | 0         | –      | –      | 38       | 8        | 4             | 0          |
| 2006/07      | Nottingham Forest | League One   | 32    | 9      | 3              | 3              | 0                       | 0                       | 3         | 0         | 2      | 1      | 40       | 13       | 5             | 0          |
| 2007/08      | Nottingham Forest | League One   | 39    | 9      | 3              | 1              | 2                       | 0                       | 1         | 0         | –      | –      | 45       | 10       | 2             | 0          |
| Wszystko     | Wszystko          | Wszystko     | 138   | 32     | 9              | 5              | 6                       | 0                       | 4         | 0         | 2      | 1      | 159      | 38       | 16            | 0          |
| 2008/09      | Derby County      | Championship | 34    | 5      | 4              | 1              | 7                       | 1                       | –         | –         | –      | –      | 45       | 7        | 3             | 0          |
| 2009/10      | Derby County      | Championship | 20    | 3      | 4              | 1              | 0                       | 0                       | –         | –         | –      | –      | 24       | 4        | 1             | 0          |
| 2010/11      | Derby County      | Championship | 26    | 13     | 0              | 0              | 1                       | 0                       | –         | –         | –      | –      | 27       | 13       | 4             | 0          |
| Wszystko     | Wszystko          | Wszystko     | 80    | 21     | 8              | 2              | 8                       | 1                       | 0         | 0         | 0      | 0      | 96       | 24       | 8             | 0          |
| Szkocja      | Szkocja           | Szkocja      | Liga  | Liga   | Puchar Szkocji | Puchar Szkocji | Puchar Ligi Szkockiej   | Puchar Ligi Szkockiej   | Europa    | Europa    | –      | –      | Wszystko | Wszystko | Kartki        | Kartki     |
| 2010/11      | Celtic F.C.       | SPL          | 14    | 11     | 5              | 2              | 2                       | 1                       | 0         | 0         | –      | –      | 21       | 14       | 2             | 1          |
| 2011/12      | Celtic F.C.       | SPL          | 23    | 1      | 3              | 0              | 2                       | 0                       | 3         | 0         | –      | –      | 31       | 1        | 0             | 1          |
| Wszystko     | Wszystko          | Wszystko     | 15    | 11     | 5              | 2              | 2                       | 1                       | 0         | 0         | –      | –      | 22       | 14       | 2             | 1          |
| Cała kariera | Cała kariera      | Cała kariera | 274   | 69     | 23             | 9              | 19                      | 2                       | 5         | 0         | 2      | 1      | 323      | 81       | 37            | 1          |